# Incontro ravvicinato di Cussac
Per incontro ravvicinato di Cussac si intende un presunto avvistamento di UFO connesso ad un incontro con esseri extraterrestri, che sarebbe avvenuto in Francia a Cussac nel 1967.

## Cronologia degli eventi
La mattina del 29 agosto 1967 due ragazzini, François (di 13 anni e mezzo) e la sorella Anne-Marie (di 9 anni), insieme al loro cane Medor, si allontanarono intorno alle 8 dal villaggio di Cussac per portare al pascolo una decina di mucche in un luogo chiamato “Les Tuiles”, situato a circa 800 metri a ovest del villaggio, al confine con la strada dipartimentale n° 57.
Secondo il loro racconto, dopo l’arrivo sul posto François si accorse ad un certo punto che alcune vacche cercavano di scavalcare un muretto di separazione con il podere vicino, così si alzò per chiamare il cane e radunare le bestie. Alzatosi, vide dall’altra parte della strada, dietro una siepe, quattro piccoli esseri e pensò che fossero bambini. Salì su alcune pietre per osservarli meglio e vide che avevano un aspetto strano: apparivano interamente di colore nero, senza alcun segno di vestiti; la loro altezza variava tra 1 metro e 1,2 metri e due di loro erano più alti degli altri due; le loro braccia erano lunghe e sottili, mentre le loro gambe erano corte ed esili; le loro teste erano di proporzioni normali, ma il mento e il cranio sembravano più accentuati; tutti sembravano portare una specie di barba. François chiamò la sorella, dicendo che c’erano quattro bambini neri. I due ragazzini videro dietro i quattro esseri una specie di sfera molto luminosa, il cui diametro fu stimato da François fra i 4 e i 5 metri; sulla sfera erano visibili alcune aperture o porte. Per la sua luminosità, la sfera era fastidiosa da guardare. François salì su un muretto per osservare meglio la scena. Uno dei “bambini neri” era abbassato e sembrava affaccendarsi a terra; altri due erano visibili di profilo, mentre il quarto, un po’ più grande, teneva in mano un oggetto rettangolare (che a François sembrò uno specchio) che rifletteva il sole situato dietro i due testimoni. Ad un certo punto, l’essere con l’oggetto in mano cominciò a fare segni agli altri: sembrava che i piccoli esseri avessero preso coscienza di essere osservati. Il primo di essi si sollevò da terra in verticale e si tuffò dentro la sfera, il secondo e il terzo fecero la stessa cosa, mentre il quarto, dopo essersi sollevato, non entrò nella sfera, ma tornò a terra per raccogliere qualcosa (a François sembrò lo “specchio” visto poco prima). La sfera cominciò a decollare seguendo una traiettoria elicoidale; emetteva un rumore e sembrava crescere a poco a poco di diametro, mentre le vacche cominciarono a muggire. Il quarto essere si sollevò di nuovo e raggiunse la sfera mentre si trovava ad un’altezza di 15 metri, entrando all’interno. Mentre si trovava in aria, François e Anne-Marie videro che aveva i piedi palmati. La sfera descrisse ancora qualche cerchio continuando a sollevarsi in aria, mentre l’intensità luminosa che irradiava aumentò fortemente. Poco dopo, il rumore che aveva accompagnato il decollo cessò e la sfera si allontanò velocemente verso nord-ovest. Ad un certo punto i ragazzini sentirono un odore di zolfo, che il vento che soffiava da ovest portò verso di loro. Le vacche muggivano e si agitavano, mentre il cane Medor abbaiava nella direzione della sfera e sembrava volerla seguire. Anche 25 vacche che si trovavano nel podere vicino cominciarono a muggire e si spostarono verso il posto dove si trovavano François e Anne-Marie. I due ragazzini non videro sparire l’oggetto perché dovettero smettere di guardarlo per occuparsi delle vacche. Essi radunarono gli animali e rientrarono a casa prima dell’ora prevista.
Circa 10 minuti dopo la fine dell’avvistamento, un agricoltore li vide rientrare insieme agli animali e osservò che i ragazzi erano impauriti e in stato di shock, mentre le vacche erano agitate.  François (che aveva gli occhi deboli) ha lacrimato per circa un quarto d’ora dopo l’avvistamento e nuovamente la mattina successiva, dopo il risveglio, per alcune ore; la sorella (che non portava gli occhiali) non ha avuto invece alcun disturbo agli occhi. Anne-Marie non riuscì a dormire per due giorni. Sia lei che il fratello rimasero in stato di shock per una settimana.

## Intervento della gendarmeria
Il sindaco di Cussac, che era anche il padre dei ragazzini, vide rientrare prima il cane Medor e poi i figli (ordine di arrivo che descriverà come “inusuale”); ascoltata la loro storia, decise di chiamare la gendarmeria di Saint-Flour, località a 19 km di distanza. I gendarmi, che il sindaco conosceva bene perché si occupavano degli incidenti stradali e di altri problemi del villaggio, arrivarono intorno alle 16. Nel corso del sopralluogo, riscontrarono l’odore di zolfo e una zona di 4-5 metri dove l’erba era ingiallita. Raccolsero quindi la testimonianza dei ragazzini: Anne-Marie fu l’unica a riferire di 3 o 4 “gambe” che reggevano la sfera mentre si trovava al suolo. Infine informarono per radio i loro superiori. In seguito, non fu trovata alcuna traccia di un rapporto scritto redatto dai gendarmi sull’accaduto.

## Indagini ufologiche
Il caso fu pubblicizzato da alcuni giornali francesi e in seguito dalle principali riviste ufologiche.
All’inizio del 1968, il GEPAN promosse un’inchiesta condotta da Jöel Mesnard e Claude Pavy, i cui risultati furono pubblicati sulla rivista Phénomenès Spatiaux. Anche Lumières dans la nuit condusse nello stesso periodo un’inchiesta tramite Claude de Saint Etienne, affiancato da membri dell’associazione residenti nel sud della Francia; anche i risultati di quest’inchiesta furono resi noti.
Nel 1977 il caso fu ripreso da Luc Bordin, un ricercatore di Lumières dans la nuit che incontrò i due protagonisti dell’avvistamento. François confermò di non avere visto i piedi che reggevano la sfera mentre era al suolo, mentre Anne-Marie smentì di avere detto la frase che secondo i giornali avrebbe rivolto ai piccoli esseri (“volete giocare con noi?”): lei e il fratello si resero conto subito di non avere visto altri bambini. Nel 1978 il caso fu ripreso anche dal GEPAN, che incaricò dell’inchiesta i ricercatori Claude Poher e Jean-Jacques Velasco, affiancati dal segretario del GEPAN e da un magistrato del Consiglio Superiore della Magistratura, quest’ultimo senza precedenti conoscenze sulla problematica ufologica. Furono ascoltati François e Anne-Marie e altri testimoni, tra cui uno dei gendarmi che aveva eseguito il sopralluogo nel sito dell’avvistamento. Una guardia campestre, che quel giorno si trovava a 500 metri dal luogo dell’avvistamento, raccontò di avere sentito lo strano rumore riferito dai due testimoni principali in occasione del decollo della sfera. Il magistrato della commissione d’inchiesta ha sottolineato che: François e Anne-Marie non hanno mai contraddetto le loro testimonianze; altri testimoni adulti e degni di fede hanno osservato lo stato di agitazione dei ragazzi e degli animali e percepito anche loro rumori e strani odori. Nella storia non esistono falle e discordanze che possano condurre a dubitare della sincerità dei testimoni.

## Inchiesta socio-psicologica
Fra il 1983 e il 1985 Bertrand Méheust, Thierry Pinvidic e J. Pierre Granjon, fautori dell’ipotesi psicosociale sugli UFO, hanno condotto sull’episodio un’inchiesta psico-sociologica. François ha detto di non credere agli extraterrestri e di pensare di avere vissuto una “distorsione del tempo” di cui era incapace di dare un modello fisico. I tre ricercatori hanno inizialmente ipotizzato un’esperienza personale di François, che avrebbe suggestionato la sorella. Due anni dopo essi intervistarono Anne-Marie, ormai divenuta adulta, e altre persone (la guardia campestre rintracciata dal GEPAN, l’agricoltore che aveva visto rientrare i ragazzini e i genitori dei due testimoni principali). I ricercatori hanno constatato che la testimonianza di Anne-Marie suggerisce che abbia effettivamente visto e non immaginato per suggestione la scena descritta dal fratello. Alla fine hanno concluso che il caso non è spiegabile secondo un modello psico-sociologico e folcloristico.

## Analisi degli scettici
Gli scettici hanno messo in rilievo che a parte l’odore strano e l’ingiallimento dell’erba riscontrati dai gendarmi, non ci sono evidenze fisiche che possano confermare l’evento. Inoltre, a parte i due ragazzini, nessun altro ha osservato i piccoli esseri e la sfera.
Lo scettico Eric Maillot ha evidenziato che la durata dell’osservazione dei due ragazzini è compresa fra i 20 e i 35 secondi e questa brevità del tempo contrasta con la ricchezza di dettagli che è stata fornita. L’osservazione è avvenuta ad una distanza compresa fra 70 e 80 metri; a questa distanza, alcuni particolari sfuggono e gli individui possono sembrare più piccoli di quanto siano in realtà. La presenza della traccia sul terreno non è stata indagata adeguatamente e non sono state considerate spiegazioni alternative. Maillot ha ipotizzato che i ragazzini abbiano visto un elicottero civile o militare e il suo equipaggio, fraintendendo l’avvistamento. I ragazzini non avrebbero visto i pattini dell’elicottero perché nascosti dalla siepe che costeggiava la strada; probabilmente l’ultimo membro dell’equipaggio si sarebbe attardato per recuperare qualcosa e sarebbe saltato su uno dei pattini dell’elicottero già sollevatosi, dando l’impressione di avere volato da terra. L’ipotesi dell’elicottero spiegherebbe anche l’odore riscontrato sul luogo (causato dal gas di scappamento) e il rumore sentito dalla guardia campestre e chiarirebbe il motivo della mancanza di un rapporto scritto dei gendarmi: avendo appresa questa possibilità, essi avrebbero evitato di mettere in imbarazzo il sindaco ridicolizzando i suoi figli.